# There Will Be Blood

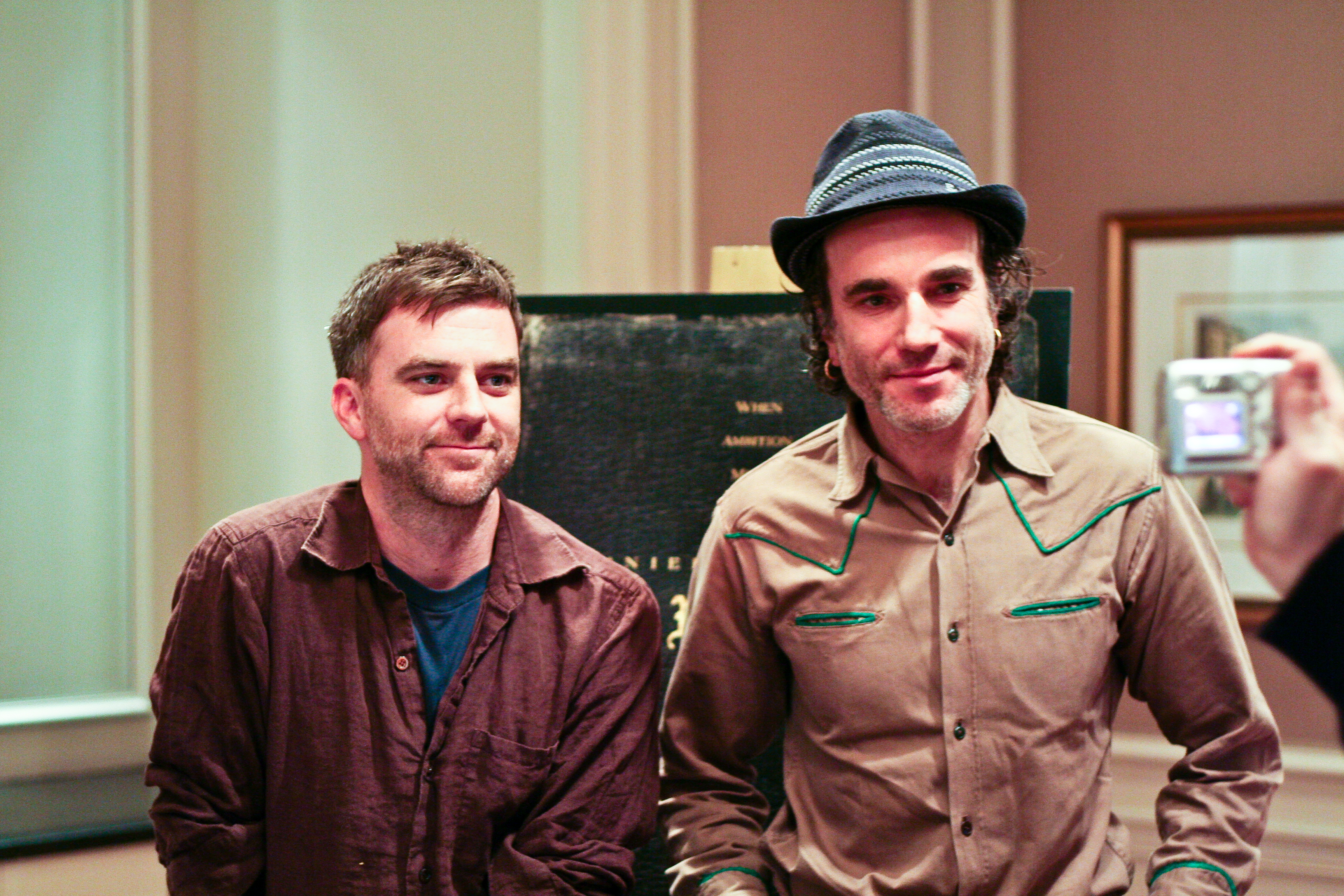
Regisseur Paul Thomas Anderson en hoofdrolspeler Daniel Day-Lewis in december 2007

There Will Be Blood is een dramafilm uit 2007 van regisseur Paul Thomas Anderson en is gebaseerd op de roman Oil! van Upton Sinclair. De film won een Golden Globe, een BAFTA Award en twee Academy Awards.

## Verhaal
In 1898 is Daniel Plainview een zilverzoeker die een potentieel kostbare ertsader ontgint uit een mijngat in New Mexico. Tijdens het dynamiteren van de lode valt hij en breekt hij zijn been. Hij bewaart een zilvermonster, klimt uit de mijn en sleept zichzelf naar een analysekantoor, waar hij een zilveren en gouden claimcertificaat ontvangt. 
In 1902 ontdekt hij olie in de buurt van Los Angeles en richt hij een boorbedrijf op. Na de dood van een werknemer bij een bedrijfsongeval, adopteert Daniel de weeszoon van de man. De jongen, H.W., wordt in naam zijn zakenpartner, waardoor Daniel zich aan potentiële investeerders kan presenteren als een familieman.
In 1911 wordt Daniel benaderd door Paul Sunday, een jonge man die hem vertelt over een olievoorraad onder de eigendom van zijn familie in Little Boston, Isabella County, Californië. Daniel probeert de boerderij voor een zacht prijsje van Sunday te kopen, maar hij wordt tegengehouden door Eli, de tweelingbroer van Paul en plaatselijk predikant. In ruil voor de rechten op de eigendom vraagt Eli om 10.000 dollar voor zijn kerk. Er wordt een koopovereenkomst gesloten en Daniel verwerft al het beschikbare land in en rond het landgoed van Sunday, behalve dat van één overblijver, William Bandy.
Er wordt begonnen met olieboringen, maar al snel doet zich een reeks tegenslagen voor: een bedrijfsongeval doodt een werknemer en door een gasuitbarsting wordt H.W. doof. Eli wijt de rampen aan het feit dat de bron niet goed gezegend is. Wanneer Eli publiekelijk het geld opeist dat hem nog steeds verschuldigd is, slaat Daniel hem en vernedert hij hem. Aan de eettafel die avond valt Eli zijn vader aan en hekelt hij hem omdat hij Daniel vertrouwt.
Een man komt aan bij Daniels deur en beweert dat hij zijn halfbroer is, Henry. Daniel huurt Henry in en de twee groeien naar elkaar toe. Een jaloerse H.W. steekt hun huis in brand, met de bedoeling Henry te vermoorden. Een woedende Daniel stuurt H.W. weg naar een school voor doven in San Francisco. Een vertegenwoordiger van Standard Oil biedt aan Daniels lokale belangen uit te kopen, maar, na een vermeende minachting, weigert Daniel en sluit een deal met Union Oil om een pijpleiding te bouwen die naar de Californische kust loopt. De boerderij van Bandy blijft echter een belemmering.
Daniel haalt herinneringen op aan zijn jeugd en wordt achterdochtig over de waarheid van Henry's verhaal en confronteert hem op een avond terwijl hij hem onder schot houdt. "Henry" bekent dat hij een vriend was van de echte Henry, die stierf aan tuberculose, en dat hij zich als Henry voordeed in de hoop bij Daniel te kunnen werken. In een vlaag van woede vermoordt Daniel de bedrieger en begraaft hij zijn lichaam.
De volgende ochtend wordt Daniel gewekt door Bandy, die weet van Daniels misdaad en wil dat Daniel publiekelijk berouw toont in Eli's kerk in ruil voor de erfdienstbaarheid via een te bouwen pijpleiding over zijn land. Als onderdeel van zijn doop vernedert Eli Daniel en dwingt hij hem te bekennen dat hij zijn zoon in de steek heeft gelaten. 
Terwijl de pijpleiding in aanbouw is, wordt Daniel herenigd met de dove H.W. en Eli verlaat Little Boston voor zendingswerk elders.
In 1927 huwt H.W. met Mary Sunday, de jongere zus van Paul en Eli. Hij bezoekt Daniel, die nu een rijke, alcoholische kluizenaar is die in een groot herenhuis woont. Via een tolk gebarentaal, vraagt H.W. zijn vader om hun zakelijke partnerschap te ontbinden zodat hij zijn eigen zelfstandige boorbedrijf kan oprichten in Mexico. Daniel reageert brutaal en bespot de doofheid van H.W. voordat hij zijn ware afkomst als wees onthult en hem cru een "bastaard uit een mandje" noemt. H.W. vertelt Daniel dat hij blij is dat ze geen familie zijn en vertrekt met zijn tolk. Daniel blijft cru schreeuwen tegen H.W. terwijl die vertrekt.
Eli bezoekt Daniel terwijl die stomdronken is op de privé-bowlingbaan in zijn luxe landhuis. Eli, nu een radioprediker, biedt Daniel aan om de Bandy-boerderij te kopen, aangezien William Bandy sr. onlangs is overleden. Daniel stemt in, op voorwaarde dat Eli zijn geloof en zijn god ontkent. Eli stemt met tegenzin in, om dan van Daniel te vernemen dat het land van Bandy inmiddels waardeloos is omdat Daniels naburige putten het oliereservoir eronder al hebben afgetapt en leeggemaakt. Geschokt bekent Eli dat hij in financiële moeilijkheden verkeert en moreel is afgedwaald. Daniel beschimpt Eli uit wraak voor zijn eigen eerdere vernedering voordat hij hem over de bowlingbaan achtervolgt en hem uiteindelijk doodslaat met een bowlingkegel. Uitgeput zakt Daniel op de grond naast het lichaam van Eli. Wanneer zijn butler komt, verklaart Daniel ten slotte: "Ik ben klaar".

## Rolverdeling
| Acteur             | Personage                |
| ------------------ | ------------------------ |
| Daniel Day-Lewis   | Daniel Plainview         |
| Paul Dano          | Paul Sunday / Eli Sunday |
| Kevin J. O'Connor  | Henry                    |
| Ciarán Hinds       | Fletcher Hamilton        |
| Dillon Freasier    | H.W. Plainview           |
| Russell Harvard    | volwassen H.W. Plainview |
| Sydney McCallister | Mary Sunday              |
| Colleen Foy        | volwassen Mary Sunday    |
| David Willis       | Abel Sunday              |
| Hans Howes         | William Bandy            |
| Paul F. Tompkins   | Prescott                 |
| Jim Downey         | Al Rose                  |
| David Warshofsky   | H.M. Tilford             |
| Barry Del Sherman  | H.B. Ailman              |

## Prijzen
- Academy Awards
  - Best Actor in a Leading Role - Daniel Day-Lewis
  - Best Cinematography - Robert Elswit
- Golden Globes
  - Best Actor in a Motion Picture (Drama) - Daniel Day-Lewis
- BAFTA Awards
  - Best Actor in a Leading Role - Daniel Day-Lewis

## Trivia
- Regisseur Paul Thomas Anderson beweert dat hij tijdens de opnames elke avond naar de film The Treasure of the Sierra Madre uit 1948 keek.
- Daniel Day-Lewis bereidde zich gedurende een volledig jaar voor op zijn rol. Hij won dan ook een Oscar voor zijn vertolking.
- Het personage Daniel Plainview is gedeeltelijk gebaseerd op oliebaron Edward Doheny.
- Pas na 14 minuten en 18 seconden zijn de eerste gesproken woorden in de film te horen.
- De filmmuziek is geschreven door Jonny Greenwood, de gitarist in de band Radiohead.